# Brachyacrida distanti
Brachyacrida distanti är en insektsart som beskrevs av Vitaly Michailovitsh Dirsh 1952. Brachyacrida distanti ingår i släktet Brachyacrida och familjen gräshoppor. Inga underarter finns listade i Catalogue of Life.